# Gornja Crnuća
Gornja Crnuća (cyr. Горња Црнућа) – wieś w Serbii, w okręgu morawickim, w gminie Gornji Milanovac. W 2011 roku liczyła 175 mieszkańców.